# Farah Baker
Farah Baker (Franja de Gaza, 23 de marzo de 1998) es una activista palestina de las redes sociales que vivía en la Franja de Gaza, que se hizo popular mientras tuiteaba en vivo el conflicto entre Israel y Gaza de 2014.

## Biografía
Farah Baker nació en 1998 en la Franja de Gaza. Pertenece a una familia con residencia cerca del hospital Al-Shifa, uno de los principales de Gaza. En el verano de 2014, a la edad de 16 años, empezó a tuitear en directo sus pensamientos y sentimientos cuando se produjeron bombardeos israelíes en su casa. Sus tuits, que se convirtieron en un fenómeno de la red social atrayendo la atención internacional, detallaban las condiciones durante los ataques aéreos y el impacto emocional del conflicto diario en los civiles. Sus seguidores en Twitter pasaron de 800 a más de 166.000 en pocos días. Sus mensajes, a menudo acompañados de fotos y vídeos, captaron la atención del público de todo el mundo y fueron retransmitidos por medios internacionales como NBC News, Reuters y Al Jazeera.

## Repercusión
En el libro de Anna Reading, Gender and Memory in the Globital Age, escribe que Baker fue cubierto en artículos de noticias en The Daily Telegraph en el Reino Unido y Russia Today. En su libro de 2017 War in 140 Characters, David Patrikarakos dedica su primer capítulo a Farah Baker. Caracteriza sus testimonios como una forma de cibermilitancia, incluso una forma de hacer la guerra contra Israel manejando a los periodistas y a la opinión pública a nivel mundial. En el siguiente capítulo, describe cómo reaccionó el departamento de comunicación de Tsahal para atenuar la atención que estaba ganando la voz de Baker. En la misma línea, el ejército estadounidense ha optado por diseccionar sus tuits y la angustia que transmiten en un informe estratégico sobre la dirección de la cobertura mediática en tiempos de guerra.
Se la ha comparado con Ana Frank y con Bana Alabed.